# Bowmore (whisky)
A Bowmore főzdét egy helyi kereskedő, David Simson alapította Islay szigetén. A whisky-gyártót Bowmore városáról nevezte el. A lepárló a japán-amerikai Beam Suntory csoport tulajdona.

## Története
Simson 1766-ban érkezett ide, és valószínűleg már ekkor beindította üzletét,[forrás?] azonban az első írásos feljegyzések 1779-ből származnak. 

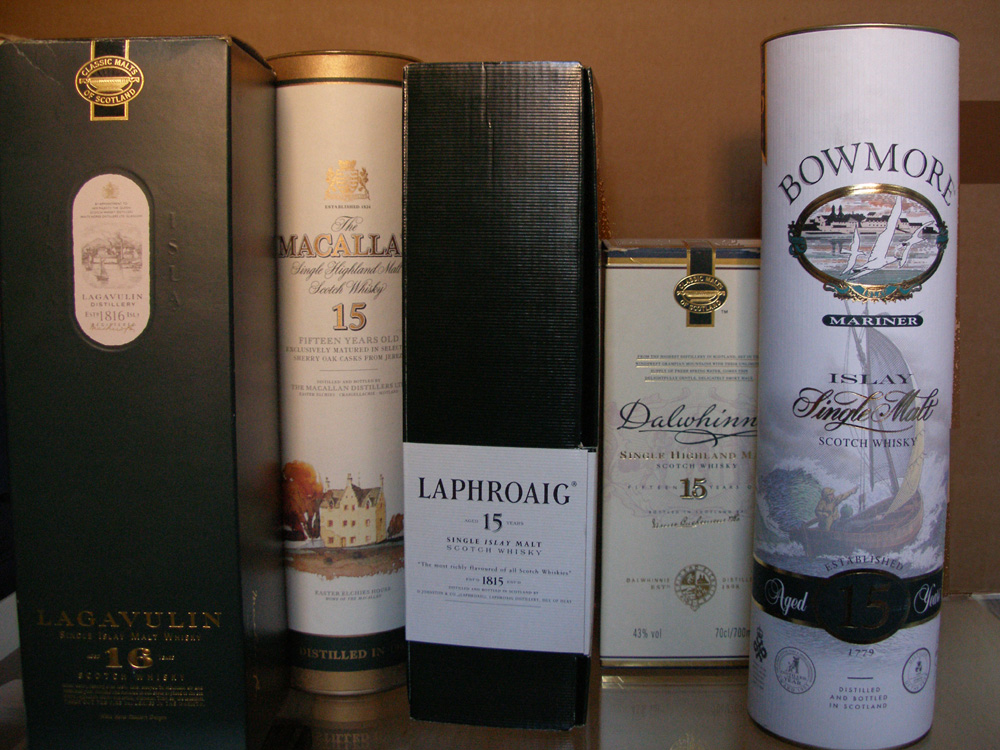
Bowmore-termékek

Bármelyik évszámot vesszük is figyelembe, a Bowmore a sziget legrégebbi legális szeszfőzdéje, és Skócia második legrégebbi szeszfőzdéje, ahol ma is a megszokott módszereket alkalmazzák a whisky-készítés során. Később az üzletet átvette James Mutter, aki a glasgow-i török, portugál és brazil nagykövet-helyettes volt egy személyben.[forrás?]

## Termékek
A Bowmore 12, 15, 18 és 25 évig érlelt single malt whiskyket kínál, ami azt jelenti, hogy a 100%-ban árpából készült italok egy főzdéből kerülnek ki.[forrás?]
2005-ben az International Spirits Challenge-en hét érmet szerzett, melyből négy arany volt.[forrás?]
A főzde egész évben látogatható.